# Jean Plaud
Pour les articles homonymes, voir Plaud.
Jean Plaud est un grammairien français né à Limoges, en Haute-Vienne, le 19 novembre 1920 et décédé à Crépy-en-Valois dans l’Oise, le 15 juin 1996. Professeur de lettres et Inspecteur général de l'Éducation nationale, il est notamment le cofondateur de la revue L'Information grammaticale et le coauteur d'une Grammaire latine.

## Études et professorat

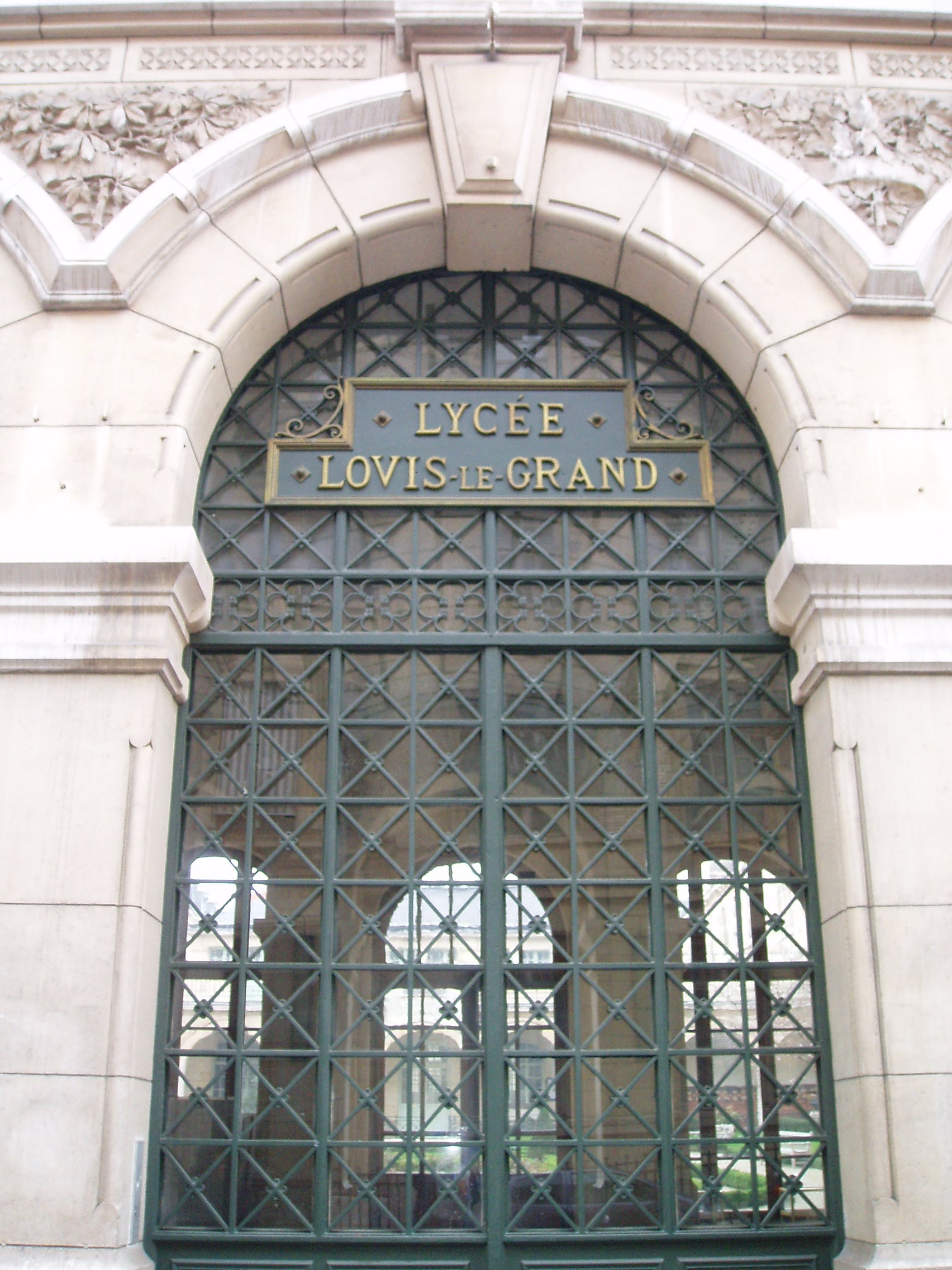
Le lycée Louis-le-Grand, à Paris, où Jean Plaud a enseigné pendant seize années.

Jean Plaud est né à Limoges, en 1920, et il est issu d’une famille d'origine sociale modeste ; la famille Plaud réside à Saint-Brieuc, où Jean Plaud, boursier, est élève en classe de sixième, en 1930. Jean Plaud entre au lycée Gay-Lussac, à Limoges, en 1931, en classe de cinquième ; il est lauréat du Concours Général, obtenant, en 1936, en classe de première, le premier prix de version grecque. À cette époque, il montre de l’intérêt pour des matières assez diverses, comme la physique. Mais c’est pour étudier les lettres classiques que le lycéen, grâce à un prêt d’honneur, est élève du lycée Henri-IV, à Paris. En 1939, il entre à l’École Normale Supérieure ; en 1942, il est reçu à l’agrégation de Lettres Classiques. Il est, à cette époque, boursier au CNRS, mais il doit faire face aux obligations imposées par le Service du Travail Obligatoire ; mais, grâce à sa détermination, il échappe au STO, de 1942 à 1944, en se faisant mineur de fond à Saint-Étienne. Jean Plaud se marie en 1944, et il aura trois enfants. La guerre terminée, le jeune professeur agrégé enseigne au lycée de Montmorency, en 1945. Il est ensuite nommé professeur de Lettres Classiques dans la classe d’hypokhâgne du lycée Henri-IV, en 1956 ; puis, en 1963, il est nommé, dans ce même lycée, professeur dans la classe de khâgne, où il enseigne jusqu’en 1972.

## Inspection Générale et science grammaticale
En 1972, Jean Plaud est nommé à l'Inspection Générale des Lettres ; il est ensuite doyen de la section Lettres Classiques à l’Inspection Générale ; il préside le jury de l’agrégation de grammaire ; en 1974, il est honoré du grade de Chevalier de la Légion d’Honneur (il est promu au grade d’Officier de la Légion d’Honneur en 1994). Pendant toute sa carrière, Jean Plaud se fait le défenseur actif des langues anciennes et du français ; il œuvre ainsi pour que soit inscrite dans les programmes des lycées l’histoire de la langue. À la même époque, Jean Plaud travaille à la diffusion des connaissances liées à la science grammaticale en étant le cofondateur de la revue L'Information grammaticale, en 1979 ; Jean Plaud publie, jusqu’à son décès, nombre d’articles dans des revues savantes ; il est également co-auteur, avec Lucien Meunier, professeur au lycée Gay-Lussac de Limoges, d’une grammaire du latin qui est utilisée dans les collèges et les lycées. Jean Plaud décède, dans un accident de la route, dans la région de Crépy-en-Valois, dans l’Oise, le 15 juin 1996.

## Œuvres publiées
- Jean Plaud et Lucien Meunier, Grammaire latine. Toutes classes. Préface de Jean Bayet, Paris, Magnard, 1950
- Jean Plaud, Allocution en qualité de président de l'association pour l'encouragement des études grecques en France, dans Revue des études grecques, Année 1985, Volume   98
- Jean Plaud, « Dictionnaire du français, Hachette, Paris, 1987 », L'Information grammaticale, vol. 43, no 1,‎ 1989, p. 51-52 (lire en ligne)

## Sources
- Guy Serbat, « In memoriam » : Jean Plaud », dans « L'Information grammaticale », année 1996, no 71
- Collectif, Notice nécrologique : Jean Plaud, dans le « Bulletin de l’Association des Anciens Elèves du lycée Gay-Lussac », année 1996